# Eriprando Visconti

Eliprando Visconti o Eriprando Visconte fue vizconde de Milán hacia la primera mitad del siglo XI. Crescenzi indica que fue hijo de Facio Platoni y hermano de Plato Platoni. También se ha indicado que fue hijo Facio y de Gisela, hija de un marqués Adalberto, fue hermano de Azón, casó con Berta, hija de un marqués Atto, y tuvo dos hijos: Otón y Luitgarda. Murió en 1065. En Palazzi su nombre es Ruitprando y Eliprando Platoni (Eliprandus Platus). También se le ha identificado con Ariprando de Arsago, sobrino de arzobispo de Milán Arnulfo II y del obispo de Brescia Landolfo II
Eriprando ha sidp considerado como el primero de los Visconti, y se le menciona como primer vizconde de Milán. Se denomina como Visconte, ya que, según Litta, sus ancestros habían sido vicarios o lugartenientes del conde de Milán o porque Eriprando gobernaba como vizconde en Milán, en una parte del territorio donde el arzobispo ejercía el poder condal. La dignidad de vizconde se incorporó al cognomen de la familia, que pasaría a llamarse Visconti, en época de su nieto Guido.
El arzobispo Ariberto de Milán trataba de ejercer su influencia sobre Lombardía, lo que atentaba sobre la autoridad imperial en la zona. La situación en la feudalidad italiana, estaba repartida entre los magnates –los capitanei–, que heredaban sus feudos, y los caballeros –los valvasores–, cuyos pequeños feudos no eran hereditarios. La revuelta de los valvasores comenzó cuando el arzobispo privó a un valvasor de su feudo, y los valvasores se alzaron en armas. Estos derrotaron a los capitanei y a los burgueses en Campo Malo el 7 de diciembre de 1035. Entonces ambos bandos requirieron al emperador Conrado II.
El emperador puso camino a Italia y convocó una dieta en Pavía para marzo de 1037 donde se vertieron las acusaciones sobre el arzobispo, pero este se negó a someterse a la Dieta y fue encarcelado. No obstante, escapó enseguida, se menciona que gracias a Eriprando, y el emperador puso en mayo sitio a la ciudad de Milán con el apoyo de los marqueses y los valvasores. Eriprando dirigía a los soldados de la milicia milanesa y se encargó de la defensa de Milán frente al emperador Conrado II.
Landolfo Seniore relata la leyenda en su Historia Mediolanensis y que fue empleada por Galvano Fiamma en el Manipulus florum cómo Eriprando se batió a duelo con el gigantesco sobrino del emperador, de nombre Baverio o Baiguerio, dándole muerte, y le cortó la cabeza, que colgó en el arco triunfal de la ciudad, por lo que recibió el apelativo de Padre de la Patria. Este episodio aparece imputable a una interpolación posterior.
Con el fracaso del asedio, el emperador promulgó el 28 de mayo de 1037 la Constitutio de feudis, que otorgaba a los valvasores la heredabilidad de sus feudos en perjuicio de sus señores, con lo que así esperaba quebrar a los adversarios. Retirado de Milán, Conrado emprendió el asedio de Corbetta, pero las milicias milanesas derrotaron a al emperador en campo abierto, entre las cuales podría haber estado Eriprando Visconti.
Con el inicio del calor veraniego, el ejército fue disuelto y el emperador depuso a Ariberto del arzobispado. La guerra contra Ariberto que había estado en suspenso, prosiguió en 1039 bajo la dirección de los marqueses. El arzobispo armó a la población para la defensa y por primera vez apareció el Carroccio. La muerte del emperador puso fin al asedio. Y Ariberto finalmente ratificó la Constitutio de feudis en 1040.